# 平绵高速公路
平凉至绵阳高速公路，简称平绵高速，中国国家高速公路网编号为G8513，是银昆高速公路的联络线之一，起自平凉，经华亭、庄浪、天水、成县、陇南、文县、九寨沟、平武、江油至绵阳，途径甘肃、四川两省。

## 甘肃段

### 四十里铺—安口
彭大高速四十里铺至安口段，与  银昆高速共线。

### 安口—西十里
平凉（华亭）至天水高速公路，简称平天高速，起点位于华亭市安口镇南川村，设枢纽立交与彭大高速公路相接，终点位于天水市秦州区西十里，与连霍高速公路天水过境段相接，全长168.07公里，由甘肃省公航旅集团投资建设，概算总投资225.375亿元人民币，主线采用双向四车道高速公路技术标准，设计速度80公里/小时，路基宽度25.5米，另外同步建设三条连接线共长32.635公里。平凉段主线全长103.52公里，于2015年底开工建设；天水段于2017年8月1日开工建设。项目施工图设计于2017年3月20日通过专家评审。于2021年6月28日通过交工验收。2021年7月9日通车试运营。

#### 关山隧道
进口位于华亭市马峡镇孟台村，是平天高速重点控制性工程之一，由中铁二十一局集团三公司、中铁十七局集团共同承建，左线长9585米，右线长9650.944米，另设置1座818.2米长斜井和1座339米深竖井。2016年4月25日进口、斜井开始进洞施工；2020年5月10日全线贯通。

#### 渭南隧道
原名“天水一号隧道”，位于甘肃省天水市麦积区渭南镇、秦州区中梁镇境内，穿行于卦台山，为全线重点控制性工程，全长5160米，分为左右两洞，中铁二十五局集团三公司承建隧道进口段2580米，于2020年12月9日左洞挖掘到达分界里程。中铁十一局集团一公司承建隧道出口段2513.619米，于2020年11月4日双线贯通。

### 西十里—皂郊
天水过境高速皂郊至西十里段，与  连霍高速共线。

### 皂郊—成县
徽天高速成县至皂郊段，与  十天高速共线。

### 成县—武都
简称成武高速，起点位于陇南市成县纸坊镇府城村，与十天高速公路徽县至天水段相接，终点位于武都区城郊乡黄家坝村，接武罐高速公路。主线全长89.932公里，按双向四车道高速公路标准设计，路基宽24.5米，设计行车速度80公里每小时。另设康县连接线4.432公里，按二级公路标准设计。工程概算总投资120.96亿元人民币，建设工期48个月。主要工程量为：路基土石方1155万立方米；路面工程590.043千平方米；桥梁59.059公里/135座，其中特大桥18.667公里/8座，大桥33.323公里/99座；隧道76.505公里/19座，其中特长隧道46.337公里/5座；互通立交7处，服务区1处，停车区2处，管理中心1处。于2009年11月获得甘肃省发改委批准建设；2010年6月获得甘肃省发改委批准初步设计；2010年10月28日项目开工奠基；2010年12月5日正式开工建设；2014年11月29日建成试通车。

#### 米仓山隧道
位于甘肃省陇南市武都区境内，成武高速全线最长隧道及控制性工程，左线全长8688米，右线全长8694米，由福建省第二公路工程有限公司、中交第四公路工程局有限公司共同承建。隧道中部设置一处竖井，断面设计为圆形，净空直径9.6米，深174.62米；并设置一处斜井，长753米。于2014年5月28日贯通。

#### 太石隧道
位于甘肃省陇南市康县太石乡和平洛镇境内，是成武高速全线第二长隧道及重点控制性工程，左线全长5028米，右线全长4984米，由中交第一公路工程局有限公司、武警交通六支队共同承建，于2014年4月15日贯通。

### 武都—两水
武罐高速武都至两水段，与  兰海高速共线。

### 两水—甘川界
武九高速，其中，桔柑互通立交至临江互通立交、文县东互通立交至石鸡坝互通立交71公里于2022年12月31日通车，剩余路段正在建设中。

## 四川段
简称九绵高速或绵九高速，起于阿坝藏族羌族自治州九寨沟县郭元乡青龙桥（甘川界）附近，顺接甘肃省武都至九寨沟（甘川界）公路，经双河、平武、桂溪、江油，止于绵阳市游仙区张家坪，接成渝环线高速公路绵阳至遂宁段和京昆高速公路广元至绵阳段，全长242.3公里。于2016年2月24日开工建设，其中，张家坪枢纽至江油青莲段于2021年1月1日建成通车，平武互通至白马互通段于2022年12月30日建成通车，九绵高速全线预计于2023年通车。

#### 索古修寨隧道
位于四川省绵阳市平武县白马藏族乡境内，设计为分离式特长隧道，左线全长5167米，右线全长5072米，净空宽×高为10.25×5米，最大埋深633米。其中，Ⅴ级围岩占比3%，Ⅳ级围岩占比71%，Ⅲ级围岩占比26%。其中，进口端（LJ12标段）左线长2539米、右线长2477米，由中国铁建大桥局第五工程有限公司承建，右洞正洞小导洞于2019年6月24日出洞；出口端（LJ13标段）左线起讫桩号ZK83+600～ZK86+858，于2020年12月19日贯通。隧道左线于2022年1月17日贯通，右线于2022年5月12日贯通。

#### 木座隧道
位于绵阳市平武县木座藏族乡境内，是九绵高速的控制性工程之一。结构为分离式特长隧道，其中左洞全长6729米，右洞全长6744米，进出口均采用端墙式洞门。隧道穿越两个断层和两个泥石流沟，围岩级别为Ⅲ、Ⅳ、Ⅴ级。进口段（LJ17标段）左洞长2589米、右洞长2594米，最大埋深分别为653米、697米，其中Ⅳ级围岩占比76%，隧道共设置车行横通道3处，人行横通道4处。由中交路桥建设有限公司承建，于2018年4月7日正式开工，2021年5月19日右幅贯通。出口段（LJ18标段）由中铁隧道股份有限公司承建，右洞长4150米，于2020年7月27日完成施工。隧道双幅于2021年8月8日全线贯通。

## 沿线设施列表

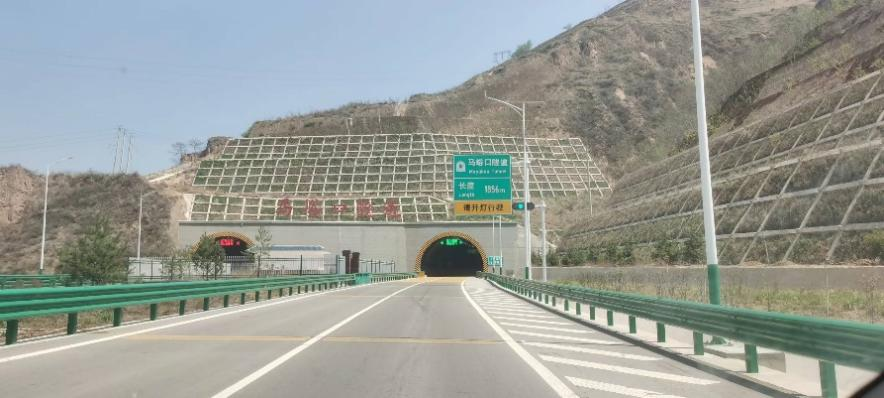
马峪口隧道

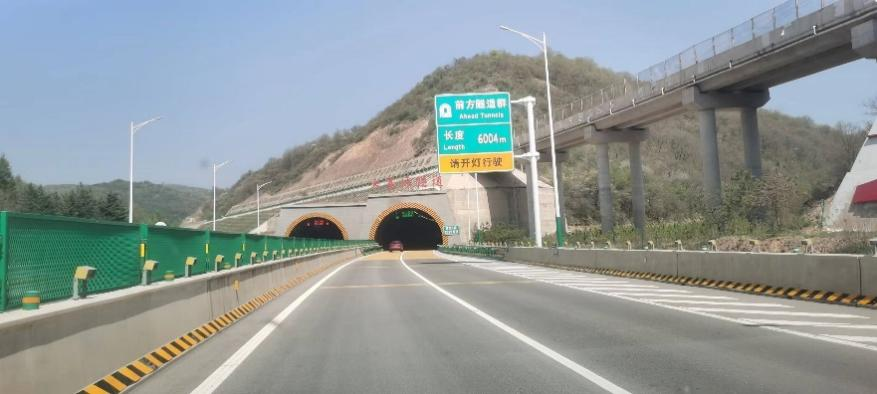
大寨塬隧道

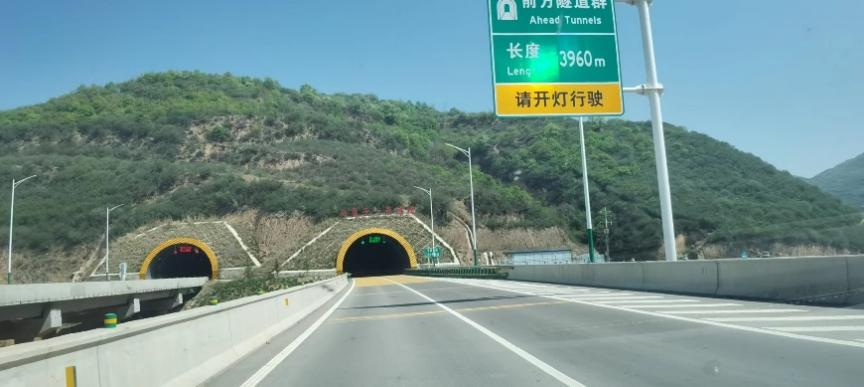
石堡子一号隧道

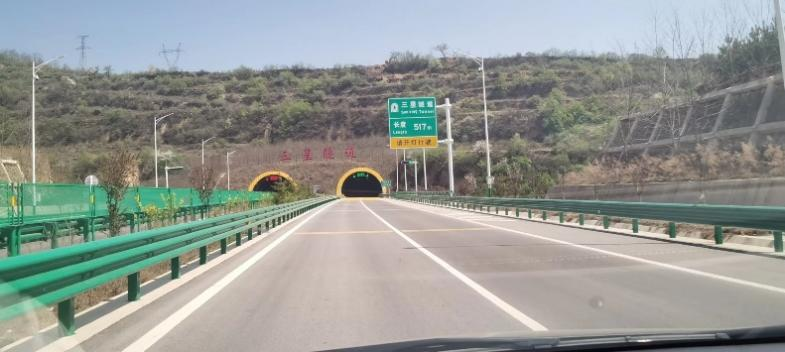
三星隧道

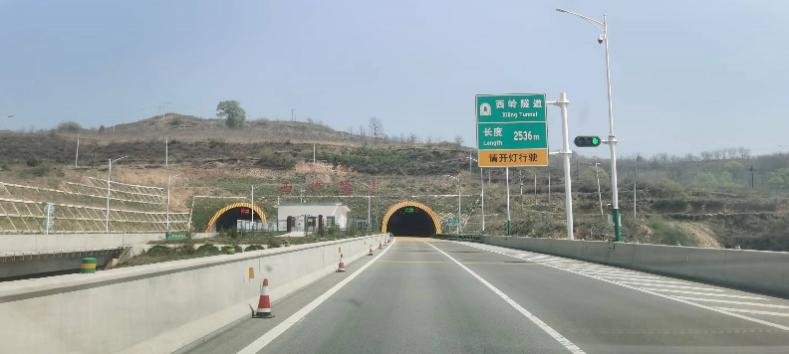
西岭隧道

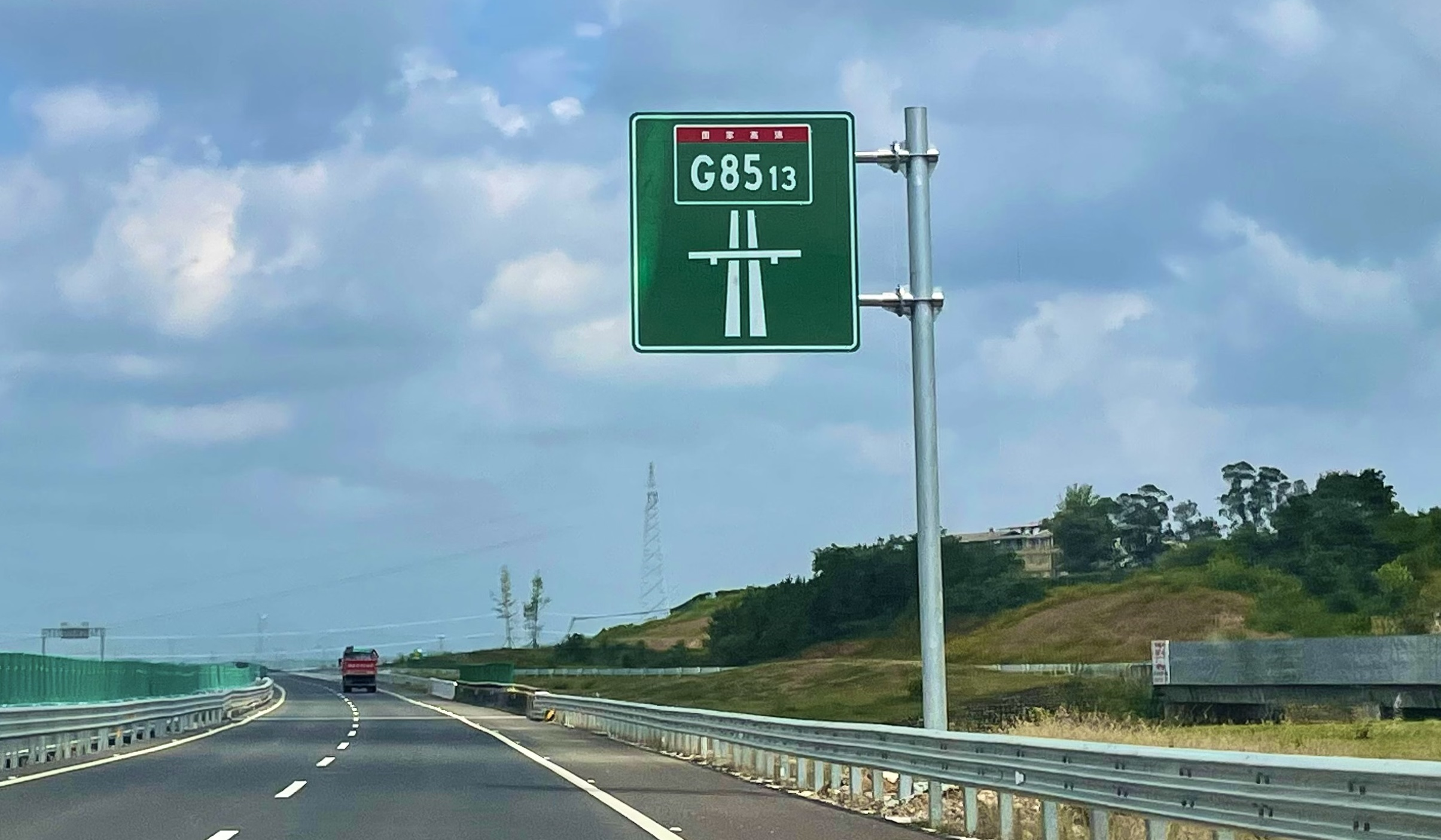
G8513平绵高速（九绵段九寨沟方向）位于绵阳张家坪枢纽的起点标志

| 地区                                                                                         | 里程       | 类型                                       | 名称                       | 连接                       | 说明                                        |
| -------------------------------------------------------------------------------------------- | ---------- | ------------------------------------------ | -------------------------- | -------------------------- | ------------------------------------------- |
| 甘肃省 平凉市 崆峒区                                                                         | 0/1541/408 | 枢纽 · 主线出入口                          | 四十里铺                   | 青兰高速 福银高速 银昆高速 | 与 银昆高速共线段起点                       |
| 甘肃省 平凉市 崆峒区                                                                         |            | 隧道                                       | 马峪口隧道                 | 马峪口隧道                 |                                             |
| 甘肃省 平凉市 崆峒区                                                                         |            | 停车场 · 加油设施 · 修车站 · 餐厅          | 海寨沟服务区               | 海寨沟服务区               |                                             |
| 甘肃省 平凉市 崆峒区                                                                         |            | 隧道                                       | 海寨隧道                   | 海寨隧道                   |                                             |
| 甘肃省 平凉市 崆峒区                                                                         |            | 隧道                                       | 大寨塬隧道                 | 大寨塬隧道                 |                                             |
| 甘肃省 平凉市 崆峒区                                                                         |            | 隧道                                       | 丰收一号隧道               | 丰收一号隧道               |                                             |
| 甘肃省 平凉市 崆峒区                                                                         |            | 隧道                                       | 石堡子一号隧道             | 石堡子一号隧道             |                                             |
| 甘肃省 平凉市 华亭市                                                                         |            | 枢纽                                       | 石堡子                     | 长华高速                   |                                             |
| 甘肃省 平凉市 华亭市                                                                         |            | 隧道                                       | 石堡子二号隧道             | 石堡子二号隧道             |                                             |
| 甘肃省 平凉市 华亭市                                                                         |            | 隧道                                       | 三星隧道                   | 三星隧道                   |                                             |
| 甘肃省 平凉市 华亭市                                                                         |            | 出入口                                     | 掉头车道                   | 掉头车道                   | 平凉方向→绵阳方向                           |
| 甘肃省 平凉市 华亭市                                                                         |            | 隧道                                       | 西岭隧道                   | 西岭隧道                   |                                             |
| 甘肃省 平凉市 华亭市                                                                         | 72         | 出入口                                     | 安口                       | 344国道                    |                                             |
| 甘肃省 平凉市 华亭市                                                                         | /451       | 枢纽 · 出入口                              | 华亭南                     | 银昆高速                   | 与 银昆高速共线段终点                       |
| 甘肃省 平凉市 华亭市                                                                         |            | 停车场 · 加油设施 · 修车站 · 餐厅          | 安口服务区                 | 安口服务区                 |                                             |
| 甘肃省 平凉市 华亭市                                                                         |            | 隧道                                       | 青林隧道                   | 青林隧道                   |                                             |
| 甘肃省 平凉市 华亭市                                                                         |            | 隧道                                       | 西华隧道                   | 西华隧道                   |                                             |
| 甘肃省 平凉市 华亭市                                                                         | 60         | 出入口                                     | 华亭西                     | 344国道 216省道            |                                             |
| 甘肃省 平凉市 华亭市                                                                         |            | 隧道                                       | 马峡隧道                   | 马峡隧道                   |                                             |
| 甘肃省 平凉市 华亭市                                                                         | 65         | 枢纽                                       | 马峡                       | 泾华高速                   |                                             |
| 甘肃省 平凉市 华亭市                                                                         |            | 出入口 · 停车场                            | 马峡停车区 掉头车道        | 马峡停车区 掉头车道        | 绵阳方向→平凉方向                           |
| 市界                                                                                         |            | 隧道                                       | 关山隧道                   | 关山隧道                   |                                             |
| 甘肃省 天水市 庄浪县                                                                         | 98         | 出入口                                     | 韩店                       | 566国道                    |                                             |
| 甘肃省 天水市 庄浪县                                                                         |            | 停车场 · 加油设施 · 修车站 · 餐厅          | 韩店服务区                 | 韩店服务区                 |                                             |
| 甘肃省 天水市 庄浪县                                                                         | 114        | 出入口                                     | 庄浪                       | 304省道                    |                                             |
| 甘肃省 天水市 庄浪县                                                                         | 122        | 枢纽                                       |                            | 静成高速                   |                                             |
| 甘肃省 天水市 庄浪县                                                                         |            | 隧道                                       | 石门隧道                   | 石门隧道                   |                                             |
| 甘肃省 天水市 庄浪县                                                                         | 131        | 出入口                                     | 万泉                       | 304省道                    |                                             |
| 甘肃省 天水市 庄浪县                                                                         |            | 停车场 · 加油设施 · 修车站 · 餐厅          | 万泉服务区                 | 万泉服务区                 |                                             |
| 甘肃省 天水市 庄浪县                                                                         |            | 隧道                                       | 徐家城隧道                 | 徐家城隧道                 |                                             |
| 甘肃省 天水市 庄浪县                                                                         |            | 隧道                                       | 黄蒿湾一号隧道             | 黄蒿湾一号隧道             |                                             |
| 甘肃省 天水市 庄浪县                                                                         |            | 隧道                                       | 黄蒿湾二号隧道             | 黄蒿湾二号隧道             |                                             |
| 甘肃省 天水市 庄浪县                                                                         | 147        | 出入口                                     | 仁大                       | 304省道                    |                                             |
| 甘肃省 天水市 庄浪县                                                                         |            | 隧道                                       | 李家湾一号隧道             | 李家湾一号隧道             |                                             |
| 甘肃省 天水市 庄浪县                                                                         |            | 隧道                                       | 李家湾二号隧道             | 李家湾二号隧道             |                                             |
| 甘肃省 天水市 庄浪县                                                                         |            | 隧道                                       | 王家山隧道                 | 王家山隧道                 |                                             |
| 甘肃省 天水市 秦安县                                                                         |            | 隧道                                       | 莲花城隧道                 | 莲花城隧道                 |                                             |
| 甘肃省 天水市 秦安县                                                                         |            | 隧道                                       | 显亲峡隧道                 | 显亲峡隧道                 |                                             |
| 甘肃省 天水市 秦安县                                                                         |            | 隧道                                       | 大地湾隧道                 | 大地湾隧道                 |                                             |
| 甘肃省 天水市 秦安县                                                                         |            | 隧道                                       | 街亭隧道                   | 街亭隧道                   |                                             |
| 甘肃省 天水市 秦安县                                                                         |            | 隧道                                       | 玉钟峡隧道                 | 玉钟峡隧道                 |                                             |
| 甘肃省 天水市 秦安县                                                                         |            | 隧道                                       | 七星峡隧道                 | 七星峡隧道                 |                                             |
| 甘肃省 天水市 秦安县                                                                         |            | 隧道                                       | 五女峰隧道                 | 五女峰隧道                 |                                             |
| 甘肃省 天水市 秦安县                                                                         |            | 隧道                                       | 葫芦河隧道                 | 葫芦河隧道                 |                                             |
| 甘肃省 天水市 秦安县                                                                         |            | 隧道                                       | 锦带峡隧道                 | 锦带峡隧道                 |                                             |
| 甘肃省 天水市 秦安县                                                                         |            | 隧道                                       | 杨家寺隧道                 | 杨家寺隧道                 |                                             |
| 甘肃省 天水市 秦安县                                                                         |            | 隧道                                       | 安伏隧道                   | 安伏隧道                   |                                             |
| 甘肃省 天水市 秦安县                                                                         | 165        | 出入口 · 停车场 · 加油设施 · 修车站 · 餐厅 | 安伏 安伏服务区            | 304省道                    |                                             |
| 甘肃省 天水市 秦安县                                                                         |            | 隧道                                       | 叶家堡隧道                 | 叶家堡隧道                 |                                             |
| 甘肃省 天水市 秦安县                                                                         |            | 隧道                                       | 锁子峡隧道                 | 锁子峡隧道                 |                                             |
| 甘肃省 天水市 秦安县                                                                         | 176        | 出入口                                     | 秦安                       | 304省道                    |                                             |
| 甘肃省 天水市 秦安县                                                                         |            | 停车场 · 加油设施 · 修车站 · 餐厅          | 秦安服务区                 | 秦安服务区                 |                                             |
| 甘肃省 天水市 秦安县                                                                         |            | 隧道                                       | 神明川隧道                 | 神明川隧道                 |                                             |
| 甘肃省 天水市 秦安县                                                                         |            | 隧道                                       | 成纪隧道                   | 成纪隧道                   |                                             |
| 甘肃省 天水市 秦安县                                                                         |            | 隧道                                       | 花果山隧道                 | 花果山隧道                 |                                             |
| 县界                                                                                         |            | 隧道                                       | 兴国隧道                   | 兴国隧道                   |                                             |
| 甘肃省 天水市 麦积区                                                                         |            | 隧道                                       | 三阳川隧道                 | 三阳川隧道                 |                                             |
| 甘肃省 天水市 麦积区                                                                         | 196        | 出入口                                     | 三阳川                     | Y632                       |                                             |
| 甘肃省 天水市 麦积区                                                                         | 199        | 出入口 · 停车场 · 加油设施 · 修车站 · 餐厅 | 甘肃（天水）国际陆港服务区 | 325省道                    |                                             |
| 县界                                                                                         |            | 隧道                                       | 渭南隧道                   | 渭南隧道                   |                                             |
| 甘肃省 天水市 秦州区                                                                         | 207        | 出入口                                     | 天水北                     | 441县道                    |                                             |
| 甘肃省 天水市 秦州区                                                                         |            | 隧道                                       | 玉泉隧道                   | 玉泉隧道                   |                                             |
| 甘肃省 天水市 秦州区                                                                         |            | 枢纽                                       |                            | 连霍高速                   | 与 连霍高速共线段起点                       |
| 甘肃省 天水市 秦州区                                                                         | /1394      | 出入口                                     | 天水西                     | 310国道                    |                                             |
| 甘肃省 天水市 秦州区                                                                         |            | 出入口                                     | 天水南                     | 316国道                    |                                             |
| 甘肃省 天水市 秦州区                                                                         | /734       | 枢纽                                       | 皂郊                       | 连霍高速 十天高速          | 与 连霍高速共线段终点 与 十天高速共线段起点 |
| 甘肃省 天水市 秦州区                                                                         |            | 停车场 · 加油设施 · 修车站 · 餐厅          | 秦州服务区                 | 秦州服务区                 |                                             |
| 甘肃省 天水市 秦州区                                                                         |            | 隧道                                       | 铁堂峡隧道                 | 铁堂峡隧道                 |                                             |
| 甘肃省 天水市 秦州区                                                                         |            | 停车场 · 飲料小吃                          | 天水镇停车区               | 天水镇停车区               |                                             |
| 甘肃省 天水市 秦州区                                                                         | /708       | 出入口                                     | 天水镇                     | 247国道                    |                                             |
| 甘肃省 陇南市 礼县                                                                           |            | 出入口                                     | 盐官                       | 247国道                    |                                             |
| 甘肃省 陇南市 礼县                                                                           |            | 停车场 · 加油设施 · 修车站 · 餐厅          | 礼县服务区                 | 礼县服务区                 |                                             |
| 甘肃省 陇南市 西和县                                                                         | /682       | 出入口                                     | 礼县                       | 247国道 567国道            |                                             |
| 甘肃省 陇南市 西和县                                                                         |            | 隧道                                       | 祁山长道隧道               | 祁山长道隧道               |                                             |
| 甘肃省 陇南市 西和县                                                                         |            | 枢纽                                       |                            | 景礼高速                   |                                             |
| 甘肃省 陇南市 西和县                                                                         |            | 隧道                                       | 云华山隧道                 | 云华山隧道                 |                                             |
| 甘肃省 陇南市 西和县                                                                         |            | 隧道                                       | 法镜寺隧道                 | 法镜寺隧道                 |                                             |
| 甘肃省 陇南市 西和县                                                                         |            | 隧道                                       | 晚霞湖隧道                 | 晚霞湖隧道                 |                                             |
| 甘肃省 陇南市 西和县                                                                         |            | 出入口                                     | 西和北                     | 567国道                    |                                             |
| 甘肃省 陇南市 西和县                                                                         |            | 停车场 · 飲料小吃                          | 西峪停车区                 | 西峪停车区                 |                                             |
| 甘肃省 陇南市 西和县                                                                         |            | 隧道                                       | 西和隧道                   | 西和隧道                   |                                             |
| 甘肃省 陇南市 西和县                                                                         |            | 隧道                                       | 西山一号隧道               | 西山一号隧道               |                                             |
| 甘肃省 陇南市 西和县                                                                         | /649       | 出入口                                     | 西和南                     | 567国道                    |                                             |
| 甘肃省 陇南市 西和县                                                                         |            | 隧道                                       | 八峰崖隧道                 | 八峰崖隧道                 |                                             |
| 甘肃省 陇南市 西和县                                                                         |            | 出入口 · 停车场 · 加油设施 · 修车站 · 餐厅 | 石峡 西和服务区            | 567国道                    |                                             |
| 甘肃省 陇南市 西和县                                                                         |            | 隧道                                       | 乞巧隧道                   | 乞巧隧道                   |                                             |
| 甘肃省 陇南市 西和县                                                                         |            | 隧道                                       | 仇池隧道                   | 仇池隧道                   |                                             |
| 甘肃省 陇南市 西和县                                                                         |            | 隧道                                       | 金沙寺隧道                 | 金沙寺隧道                 |                                             |
| 甘肃省 陇南市 成县                                                                           |            | 隧道                                       | 杜公隧道                   | 杜公隧道                   |                                             |
| 甘肃省 陇南市 成县                                                                           | /613       | 枢纽                                       | 府城                       | 十天高速                   | 与 十天高速共线段终点                       |
| 甘肃省 陇南市 成县                                                                           |            | 隧道                                       | 府城隧道                   | 府城隧道                   |                                             |
| 甘肃省 陇南市 成县                                                                           |            | 隧道                                       | 纸坊隧道                   | 纸坊隧道                   |                                             |
| 甘肃省 陇南市 成县                                                                           |            | 隧道                                       | 龙门隧道                   | 龙门隧道                   |                                             |
| 甘肃省 陇南市 成县                                                                           |            | 隧道                                       | 苏元隧道                   | 苏元隧道                   |                                             |
| 甘肃省 陇南市 成县                                                                           |            | 隧道                                       | 索池隧道                   | 索池隧道                   |                                             |
| 甘肃省 陇南市 康县                                                                           |            | 隧道                                       | 太石隧道                   | 太石隧道                   |                                             |
| 甘肃省 陇南市 康县                                                                           |            | 停车场 · 飲料小吃                          | 平洛停车区                 | 平洛停车区                 |                                             |
| 甘肃省 陇南市 康县                                                                           |            | 出入口                                     | 平洛                       | 205省道                    |                                             |
| 甘肃省 陇南市 康县                                                                           |            | 隧道                                       | 平洛隧道                   | 平洛隧道                   |                                             |
| 甘肃省 陇南市 康县                                                                           |            | 隧道                                       | 茶马隧道                   | 茶马隧道                   |                                             |
| 甘肃省 陇南市 康县                                                                           |            | 枢纽                                       |                            | 略郎高速                   |                                             |
| 甘肃省 陇南市 康县                                                                           |            | 隧道                                       | 望子关隧道                 | 望子关隧道                 |                                             |
| 甘肃省 陇南市 康县                                                                           | 358        | 出入口                                     | 望子关                     | 345国道                    |                                             |
| 甘肃省 陇南市 武都区                                                                         |            | 隧道                                       | 贾家店隧道                 | 贾家店隧道                 |                                             |
| 甘肃省 陇南市 武都区                                                                         |            | 隧道                                       | 熊池隧道                   | 熊池隧道                   |                                             |
| 甘肃省 陇南市 武都区                                                                         |            | 隧道                                       | 佛崖隧道                   | 佛崖隧道                   |                                             |
| 甘肃省 陇南市 武都区                                                                         |            | 出入口 · 停车场 · 加油设施 · 修车站 · 餐厅 | 佛崖东 佛崖服务区          | 345国道                    |                                             |
| 甘肃省 陇南市 武都区                                                                         |            | 出入口                                     | 佛崖西                     | 345国道                    |                                             |
| 甘肃省 陇南市 武都区                                                                         |            | 隧道                                       | 张坪隧道                   | 张坪隧道                   |                                             |
| 甘肃省 陇南市 武都区                                                                         |            | 隧道                                       | 米仓山隧道                 | 米仓山隧道                 |                                             |
| 甘肃省 陇南市 武都区                                                                         |            | 隧道                                       | 赵家沟隧道                 | 赵家沟隧道                 |                                             |
| 甘肃省 陇南市 武都区                                                                         | 390        | 出入口                                     | 安化                       | 345国道                    |                                             |
| 甘肃省 陇南市 武都区                                                                         |            | 隧道                                       | 安化隧道                   | 安化隧道                   |                                             |
| 甘肃省 陇南市 武都区                                                                         |            | 停车场 · 飲料小吃                          | 柏林停车区                 | 柏林停车区                 |                                             |
| 甘肃省 陇南市 武都区                                                                         |            | 出入口                                     | 马街                       | 345国道                    |                                             |
| 甘肃省 陇南市 武都区                                                                         |            | 隧道                                       | 马街隧道                   | 马街隧道                   |                                             |
| 甘肃省 陇南市 武都区                                                                         |            | 隧道                                       | 樊家山隧道                 | 樊家山隧道                 |                                             |
| 甘肃省 陇南市 武都区                                                                         |            | 隧道                                       | 武都隧道                   | 武都隧道                   |                                             |
| 甘肃省 陇南市 武都区                                                                         | 413/404    | 枢纽                                       | 武都西                     | 兰海高速                   | 与 兰海高速共线段起点                       |
| 甘肃省 陇南市 武都区                                                                         |            | 出入口                                     | 武都                       | 212国道                    |                                             |
| 甘肃省 陇南市 武都区                                                                         |            | 停车场 · 加油设施 · 修车站 · 餐厅          | 武都服务区                 | 武都服务区                 |                                             |
| 甘肃省 陇南市 武都区                                                                         | 420        | 出入口                                     | 武都东                     | 212国道                    |                                             |
| 甘肃省 陇南市 武都区                                                                         |            | 出入口                                     | 桔柑                       | 212国道                    |                                             |
| 甘肃省 陇南市 武都区                                                                         | 434        | 枢纽                                       |                            | 兰海高速                   | 与 兰海高速共线段终点                       |
| 甘肃省 陇南市 武都区                                                                         |            | 隧道                                       | 大元坝隧道                 | 大元坝隧道                 |                                             |
| 甘肃省 陇南市 武都区                                                                         |            | 隧道                                       | 崖角隧道                   | 崖角隧道                   |                                             |
| 甘肃省 陇南市 武都区                                                                         |            | 隧道                                       | 椒园隧道                   | 椒园隧道                   |                                             |
| 甘肃省 陇南市 武都区                                                                         |            | 隧道                                       | 外纳隧道                   | 外纳隧道                   |                                             |
| 甘肃省 陇南市 武都区                                                                         |            | 出入口                                     | 外纳                       | 212国道                    |                                             |
| 甘肃省 陇南市 武都区                                                                         |            | 隧道                                       | 九姊妹山隧道               | 九姊妹山隧道               |                                             |
| 甘肃省 陇南市 文县                                                                           |            | 停车场 · 加油设施 · 修车站 · 餐厅          | 临江服务区                 | 临江服务区                 |                                             |
| 甘肃省 陇南市 文县                                                                           |            | 隧道                                       | 草坡隧道                   | 草坡隧道                   |                                             |
| 甘肃省 陇南市 文县                                                                           |            | 隧道                                       | 橙子沟隧道                 | 橙子沟隧道                 |                                             |
| 甘肃省 陇南市 文县                                                                           |            | 隧道                                       | 寨子一号隧道               | 寨子一号隧道               |                                             |
| 甘肃省 陇南市 文县                                                                           |            | 隧道                                       | 寨子二号隧道               | 寨子二号隧道               |                                             |
| 甘肃省 陇南市 文县                                                                           | 471        | 出入口                                     | 临江                       | 212国道                    |                                             |
| 甘肃省 陇南市 文县                                                                           |            | 隧道                                       | 临江隧道                   | 临江隧道                   |                                             |
| 甘肃省 陇南市 文县                                                                           |            | 隧道                                       | 蒋家湾隧道                 | 蒋家湾隧道                 |                                             |
| 甘肃省 陇南市 文县                                                                           |            | 隧道                                       | 河口隧道                   | 河口隧道                   |                                             |
| 甘肃省 陇南市 文县                                                                           |            | 隧道                                       | 草垭隧道                   | 草垭隧道                   |                                             |
| 甘肃省 陇南市 文县                                                                           |            | 隧道                                       | 老爷庙隧道                 | 老爷庙隧道                 |                                             |
| 甘肃省 陇南市 文县                                                                           |            | 隧道                                       | 高楼山隧道                 | 高楼山隧道                 |                                             |
| 甘肃省 陇南市 文县                                                                           | 499        | 出入口                                     | 文县东                     | 212国道                    |                                             |
| 甘肃省 陇南市 文县                                                                           |            | 隧道                                       | 贾昌隧道                   | 贾昌隧道                   |                                             |
| 甘肃省 陇南市 文县                                                                           |            | 隧道                                       | 文县隧道                   | 文县隧道                   |                                             |
| 甘肃省 陇南市 文县                                                                           |            | 隧道                                       | 白马峪隧道                 | 白马峪隧道                 |                                             |
| 甘肃省 陇南市 文县                                                                           |            | 隧道                                       | 鹄衣坝隧道                 | 鹄衣坝隧道                 |                                             |
| 甘肃省 陇南市 文县                                                                           | 513        | 出入口                                     | 文县西                     | 212国道                    |                                             |
| 甘肃省 陇南市 文县                                                                           |            | 隧道                                       | 石坊隧道                   | 石坊隧道                   |                                             |
| 甘肃省 陇南市 文县                                                                           |            | 隧道                                       | 后坝隧道                   | 后坝隧道                   |                                             |
| 甘肃省 陇南市 文县                                                                           |            | 停车场 · 加油设施 · 修车站 · 餐厅          | 石坊服务区                 | 石坊服务区                 |                                             |
| 甘肃省 陇南市 文县                                                                           |            | 隧道                                       | 旧关隧道                   | 旧关隧道                   |                                             |
| 甘肃省 陇南市 文县                                                                           |            | 隧道                                       | 郭家坡隧道                 | 郭家坡隧道                 |                                             |
| 甘肃省 陇南市 文县                                                                           |            | 隧道                                       | 石鸡坝隧道                 | 石鸡坝隧道                 |                                             |
| 甘肃省 陇南市 文县                                                                           |            | 出入口                                     | 石鸡坝                     | 247国道                    |                                             |
| 甘肃省 陇南市 文县                                                                           |            | 停车场 · 加油设施 · 修车站 · 餐厅          | 服务区                     | 服务区                     |                                             |
| 省界                                                                                         |            | 地界                                       | 甘川界                     | 甘川界                     |                                             |
| 四川省 阿坝藏族羌族自治州 九寨沟县                                                           |            | 出入口                                     |                            | 247国道                    |                                             |
| 四川省 阿坝藏族羌族自治州 九寨沟县                                                           |            | 隧道                                       | 隧道                       | 隧道                       |                                             |
| 四川省 阿坝藏族羌族自治州 九寨沟县                                                           |            | 出入口                                     |                            | 247国道                    |                                             |
| 四川省 阿坝藏族羌族自治州 九寨沟县                                                           |            | 出入口                                     |                            | 247国道                    |                                             |
| 四川省 阿坝藏族羌族自治州 九寨沟县                                                           |            | 隧道                                       | 隧道                       | 隧道                       |                                             |
| 四川省 阿坝藏族羌族自治州 九寨沟县                                                           |            | 隧道                                       | 隧道                       | 隧道                       |                                             |
| 四川省 阿坝藏族羌族自治州 九寨沟县                                                           |            | 隧道                                       | 隧道                       | 隧道                       |                                             |
| 四川省 阿坝藏族羌族自治州 九寨沟县                                                           |            | 隧道                                       | 隧道                       | 隧道                       |                                             |
| 四川省 阿坝藏族羌族自治州 九寨沟县                                                           |            | 出入口                                     |                            | 247国道                    |                                             |
| 四川省 阿坝藏族羌族自治州 九寨沟县                                                           |            | 隧道                                       | 隧道                       | 隧道                       |                                             |
| 市界                                                                                         |            | 隧道                                       | 白马隧道                   | 白马隧道                   |                                             |
| 四川省 绵阳市 平武县                                                                         |            | 出入口                                     |                            | 247国道                    |                                             |
| 四川省 绵阳市 平武县                                                                         |            | 出入口                                     | 白马                       | 247国道                    |                                             |
| 四川省 绵阳市 平武县                                                                         |            | 隧道                                       | 索古修寨隧道               | 索古修寨隧道               |                                             |
| 四川省 绵阳市 平武县                                                                         |            | 隧道                                       | 隧道                       | 隧道                       |                                             |
| 四川省 绵阳市 平武县                                                                         |            | 隧道                                       | 隧道                       | 隧道                       |                                             |
| 四川省 绵阳市 平武县                                                                         |            | 隧道                                       | 木座隧道                   | 木座隧道                   |                                             |
| 四川省 绵阳市 平武县                                                                         |            | 出入口                                     | 木皮                       | 247国道                    | 绵阳方向入，平凉方向出                      |
| 四川省 绵阳市 平武县                                                                         |            | 出入口                                     | 掉头车道                   | 掉头车道                   | 绵阳方向→平凉方向                           |
| 四川省 绵阳市 平武县                                                                         |            | 隧道                                       | 木皮隧道                   | 木皮隧道                   |                                             |
| 四川省 绵阳市 平武县                                                                         |            | 隧道                                       | 长春岭隧道                 | 长春岭隧道                 |                                             |
| 四川省 绵阳市 平武县                                                                         |            | 隧道                                       | 羊肠关隧道                 | 羊肠关隧道                 |                                             |
| 四川省 绵阳市 平武县                                                                         |            | 隧道                                       | 平武隧道                   | 平武隧道                   |                                             |
| 四川省 绵阳市 平武县                                                                         |            | 隧道                                       | 四方坪隧道                 | 四方坪隧道                 |                                             |
| 四川省 绵阳市 平武县                                                                         |            | 出入口                                     | 平武                       | 247国道                    |                                             |
| 四川省 绵阳市 平武县                                                                         |            | 枢纽                                       |                            | 开松高速                   |                                             |
| 四川省 绵阳市 平武县                                                                         |            | 隧道                                       | 五里坡隧道                 | 五里坡隧道                 |                                             |
| 四川省 绵阳市 平武县                                                                         |            | 出入口                                     | 水田                       | 水田                       |                                             |
| 四川省 绵阳市 平武县                                                                         |            | 隧道                                       | 杏树山隧道                 | 杏树山隧道                 |                                             |
| 四川省 绵阳市 平武县                                                                         |            | 隧道                                       | 三圣庙隧道                 | 三圣庙隧道                 |                                             |
| 四川省 绵阳市 平武县                                                                         |            | 出入口                                     |                            | Y703                       |                                             |
| 四川省 绵阳市 平武县                                                                         |            | 隧道                                       | 柿子坝隧道                 | 柿子坝隧道                 |                                             |
| 四川省 绵阳市 平武县                                                                         |            | 隧道                                       | 平南隧道                   | 平南隧道                   |                                             |
| 四川省 绵阳市 平武县                                                                         |            | 出入口                                     | 平通                       | 247国道                    |                                             |
| 县界                                                                                         |            | 隧道                                       | 桂溪隧道                   | 桂溪隧道                   |                                             |
| 四川省 绵阳市 北川羌族自治县                                                                 |            | 出入口                                     | 桂溪                       | 247国道                    |                                             |
| 县界                                                                                         |            | 隧道                                       | 大康一号隧道               | 大康一号隧道               |                                             |
| 四川省 绵阳市 江油市                                                                         |            | 隧道                                       | 大康二号隧道               | 大康二号隧道               |                                             |
| 四川省 绵阳市 江油市                                                                         |            | 出入口                                     | 大康                       | 247国道                    |                                             |
| 四川省 绵阳市 江油市                                                                         |            | 隧道                                       | 佛爷洞隧道                 | 佛爷洞隧道                 |                                             |
| 四川省 绵阳市 江油市                                                                         |            | 出入口                                     | 太平                       | 347国道                    |                                             |
| 四川省 绵阳市 江油市                                                                         |            | 隧道                                       | 天池隧道                   | 天池隧道                   |                                             |
| 四川省 绵阳市 江油市                                                                         |            | 出入口                                     | 青莲                       | 247国道                    |                                             |
| 四川省 绵阳市 江油市                                                                         |            | 停车场 · 加油设施 · 修车站 · 餐厅          | 江油服务区                 | 江油服务区                 |                                             |
| 四川省 绵阳市 江油市                                                                         |            | 出入口                                     | 游仙                       | 247国道                    |                                             |
| 四川省 绵阳市 游仙区                                                                         | /661       | 枢纽 · 主线出入口                          | 张家坪枢纽                 | 京昆高速 成渝环线高速      |                                             |
| 1.000 英里 = 1.609 千米；1.000 千米 = 0.621 英里 并行路段 • 已关闭／取消 • 限制进入 • 未开放 |            |                                            |                            |                            |                                             |